# 心花怒放 (電影)
《心花怒放》（英語：Someone Like You），2001年的浪漫喜劇電影，根據勞拉·席格曼的小說《Animal Husbandry》改編而成，片中敘述一個心碎的女性找尋被拋棄的理由的心路歷程。主演的演員有艾許莉·賈德、格雷戈·金尼爾、休·傑克曼和瑪麗莎·托梅。

## 故事大綱
珍·古德（艾許莉·賈德飾）是某電視台的工作人員，與玩遍女人的艾迪（休·傑克曼飾）共事。經過一連串不順遂的感情之後，珍終於找到她的白馬王子雷（格雷戈·金尼爾飾），雷也是她的工作夥伴，與她心靈契格，且勇於給予承諾。他們交往六周後，決定同居，便開始找尋新房子，但雷卻漸行漸遠，珍了解到她又被拋棄了，發現雷的秘密女友就是她的老闆黛安娜。
珍的同事艾迪碰巧正在找新室友，在沒有房子住的情況下搬進去了。珍被拋棄後感到心力交瘁，試著找尋男人為何女人的原因，因而創造出將人比喻為牛的理論。之後，珍捏造了一名虛構的心理學家，將她的理論刊登在好友麗茲（瑪麗莎·托梅飾）的雜誌裡，造成前所未有的大轟動。與艾迪同住的期間裡，她發現他對女性並非她想像那般的無情冷酷，他之所以如此是因為他也受到感情的創傷，於是珍了解到她的理論是錯的。
最後，珍在黛安娜的脫口秀上承認這整個理論都是她捏造的，一切都只是她心碎時的心聲。自白的當下，她發現她愛上了艾迪，當面向艾迪表示愛意。

## 外部連結
- 官方網站
- 互联网电影数据库（IMDb）上《心花怒放》的资料（英文）